# Strage di Ayotzinapa

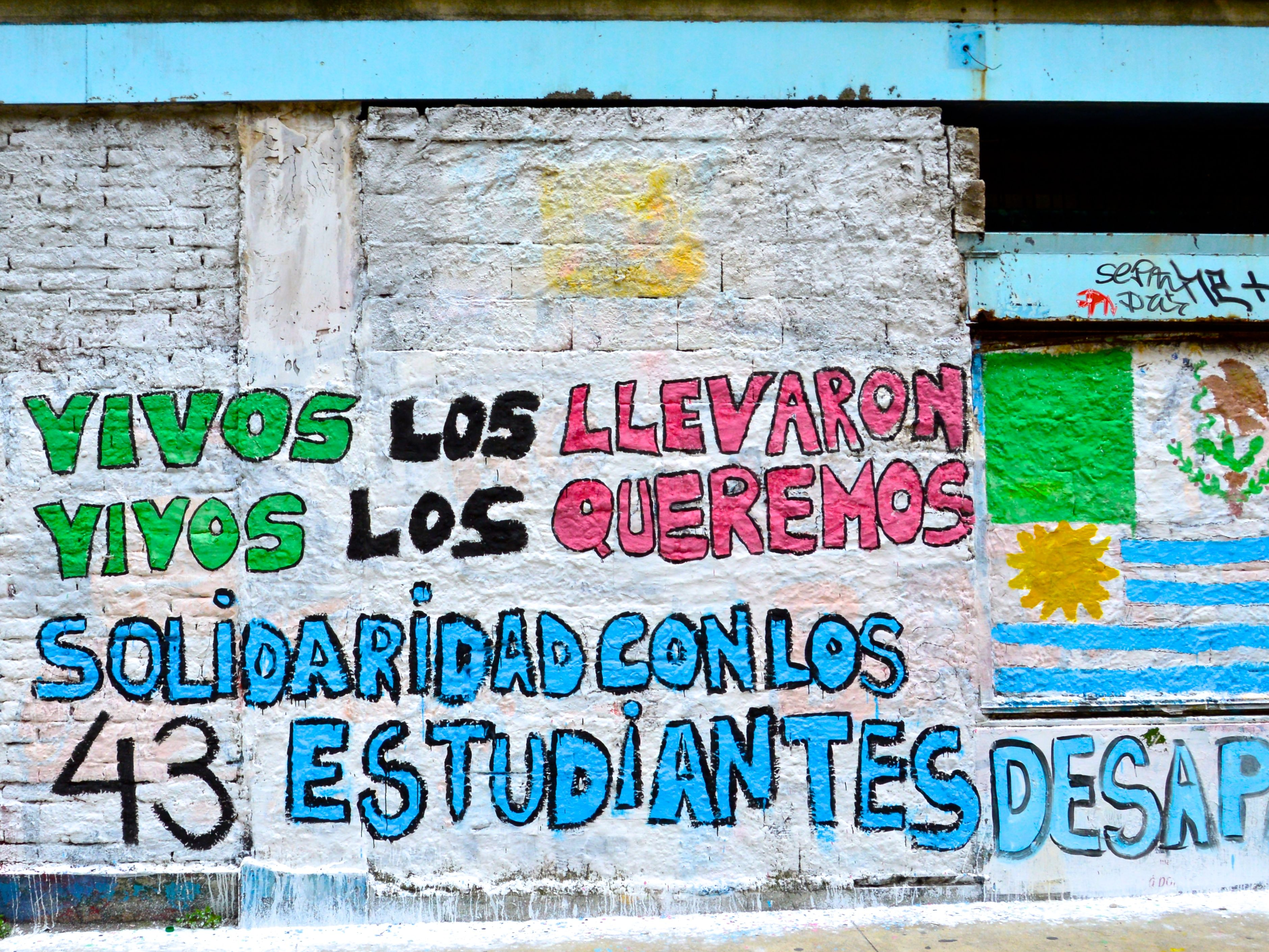
"Li presero vivi. Li rivogliamo di nuovo vivi. Solidarietà per i 43 studenti scomparsi", si legge dai graffiti.

La strage di Ayotzinapa avvenne il 26 settembre 2014 a Iguala, in Messico. Ne furono vittime alcuni studenti della Escuela Normal Rural Raúl Isidro Burgos di Ayotzinapa. Secondo le ricostruzioni i ragazzi erano in viaggio per Città del Messico a bordo di tre autobus sequestrati per svolgere un'iniziativa di raccolta fondi. Durante il viaggio furono intercettati dalla polizia locale che li attaccò brutalmente causando la morte di 6 studenti; 25 studenti riportarono gravi ferite e 43 furono rapiti.
I dettagli sul massacro sono ancora poco chiari ma, dopo le varie inchieste effettuate dalla procura generale, si concluse che dopo il rapimento i giovani sequestrati furono consegnati ad alcuni esponenti di un noto gruppo criminale della zona, i Guerreros Unidos, e uccisi.
Sotto accusa finirono il sindaco di Iguala Jose Luis Abarca e sua moglie Maria de los Angeles Pineda Villa; i due furono arrestati il 4 novembre 2014 dopo circa un mese di latitanza.

## L'attacco
La sera del 26 settembre 2014 circa 100 studenti della Escuela Normal Rural di Ayotzinapa, a Tixtla (Guerrero), si recarono a Iguala per sequestrare alcuni autobus da utilizzare in una prossima manifestazione a Città del Messico. Il sequestro dei veicoli da parte degli studenti in occasione di manifestazioni era già avvenuto in passato e si era sempre concluso con la restituzione dei mezzi. Dopo aver lasciato Iguala per tornare ad Ayotzinapa, gli studenti che viaggiavano a bordo di tre autobus vennero intercettati dalla polizia locale; ciò che seguì fu una vera e propria carneficina.
I dettagli in merito allo scontro tra polizia e studenti variano: secondo i rapporti dei poliziotti coinvolti lo scopo dell'operazione era di raggiungere e fermare gli studenti che fuggivano a bordo degli autobus sequestrati; secondo il sindacato degli studenti, invece l'attacco sarebbe stato perpetrato mentre gli autobus erano fermi e i ragazzi per strada. Durante questo attacco due studenti persero la vita, alcuni fuggirono nelle colline circostanti, e gli altri furono sequestrati dalla polizia.
In un episodio correlato inoltre alcuni uomini armati non identificati spararono contro un autobus che trasportava una squadra di calcio locale, mezzo che era stato presumibilmente scambiato per uno degli autobus dei manifestanti, e contro un taxi. Nelle sparatorie furono uccisi un giovane calciatore di 15 anni, l'autista dell'autobus, e una donna che viaggiava all'interno del taxi.
In totale persero la vita sei persone tra cui Julio César Mondragòn, uno degli studenti che aveva provato a fuggire durante le sparatorie. Sul suo corpo vennero trovati evidenti segni di tortura: la pelle del volto era stata scorticata e i gli occhi cavati.
Dopo gli attacchi, i sopravvissuti cercarono i loro compagni nelle varie stazioni di polizia senza trovare nessuna traccia.
Alcuni giorni dopo la strage si contarono 43 scomparsi.

## Il rapimento e l'uccisione
Dopo la sparatoria, gli studenti rapiti vennero tenuti in custodia dalla polizia di Iguala, su ordine del sindaco della cittadina Luis Abarca, considerato, insieme con la moglie Maria Pineda, il mandante della strage.
La polizia trasportò gli studenti su una camionetta e li consegnò ad alcuni membri della banda Guerreros Unidos, nei pressi della discarica di Cocula. Presumibilmente i sicari credevano che alcuni studenti appartenessero al gruppo Los Rojos, una banda rivale. In seguito il procuratore generale, Murillo Karam, affermò in una conferenza stampa che nessuno degli studenti aveva legami con la criminalità organizzata.
Durante il viaggio morirono per asfissia circa 15 studenti. Gli altri ragazzi vennero uccisi nella discarica da Patricio Retes, Juan Osorio e Agustin Garcia Reyes.
Gli assassini diedero successivamente fuoco agli studenti, mentre alcuni di loro erano ancora in vita, facendo turni di guardia in modo da assicurarsi che il fuoco bruciasse per ore, alimentando le fiamme con gasolio, copertoni e altri oggetti, rendendo quindi difficile l'identificazione dei corpi.
I criminali asportarono poi i resti dei ragazzi, raccogliendoli in buste di plastica che furono gettate nel vicino fiume San Juan, a Cocula.
La strage degli studenti di Ayotzinapa ha scosso il Messico; ancora oggi vengono organizzate varie manifestazioni in un tutto il mondo per fare chiarezza sul caso, provocando malessere generale nella politica attuata dal presidente messicano Enrique Peña Nieto.
Il procuratore generale Murillo Karam si è dimesso dopo due mesi di indagini, le quali vedono direttamente coinvolti come esecutori molti poliziotti nei fatti del 26 settembre.

## Gli studenti del Raul Isidro
L'istituto è situato ad Ayotzinapa poco distante dalla capitale dello Stato del Guerrero, Chilpancingo. La scuola si definisce “rurale”, in quanto centro di formazione degli insegnanti che saranno inviati nelle comunità montane. 
Queste scuole rappresentano le comunità più povere del Messico. Proprio in questo contesto spesso vengono organizzate manifestazioni accese da parte di insegnanti e studenti, che non vengono viste di buon occhio dalle autorità locali.
Il noto maestro Lucas Cabanas, formatosi proprio nella scuola di Ayotzinapa, è conosciuto per essere soprattutto il leader di questi movimenti radicali, che spesso comportano il sequestro di autobus che vengono utilizzati nelle manifestazioni.
La strage del 26 settembre è solo una delle tante notizie di violenza perpetrata nei confronti dei normalisti.
Nel 2011 una manifestazione degli stessi studenti dell'Istituto Raúl Isidro venne soppressa dalla polizia provocando la morte di due studenti; al centro delle indagini in quell'occasione finì il sindaco di Iguala Jose Valazquez, insieme con il governatore del Guerrero, Angel Aguirre.
Nel 1995 la polizia del Guerrero provocò 17 morti e 21 feriti durante una manifestazione che portò alla creazione dell'Ejército Popular Revolucionario.
Dopo la strage dei normalisti Iguala fu definita la capitale del “fascismo alla messicana”, dove i partiti politici e narcos rappresentavano un unico corpo nella struttura dello Stato, che nel corso degli anni è diventato sempre più violento.

## I primi arresti
Nel settembre 2014, per il coinvolgimento nella vicenda, vennero arrestati 22 membri della polizia di Iguala. Il pubblico ministero affermò che gli imputati erano stati trasportati nel carcere penitenziario Los Cruces di Acapulco per motivi di sicurezza.
Francisco Salgado, uno dei capi della polizia, venne accusato di aver ordinato di intercettare gli studenti fuori dalla stazione degli autobus. 
Secondo le prime ricostruzioni l'ordine di uccidere gli studenti sarebbe arrivato da un boss locale soprannominato "El Cucky".
Il procuratore del Guerrero indagò su Luis Abarca, il sindaco di Iguala, come principale responsabile del massacro.

## Proteste e prime indagini

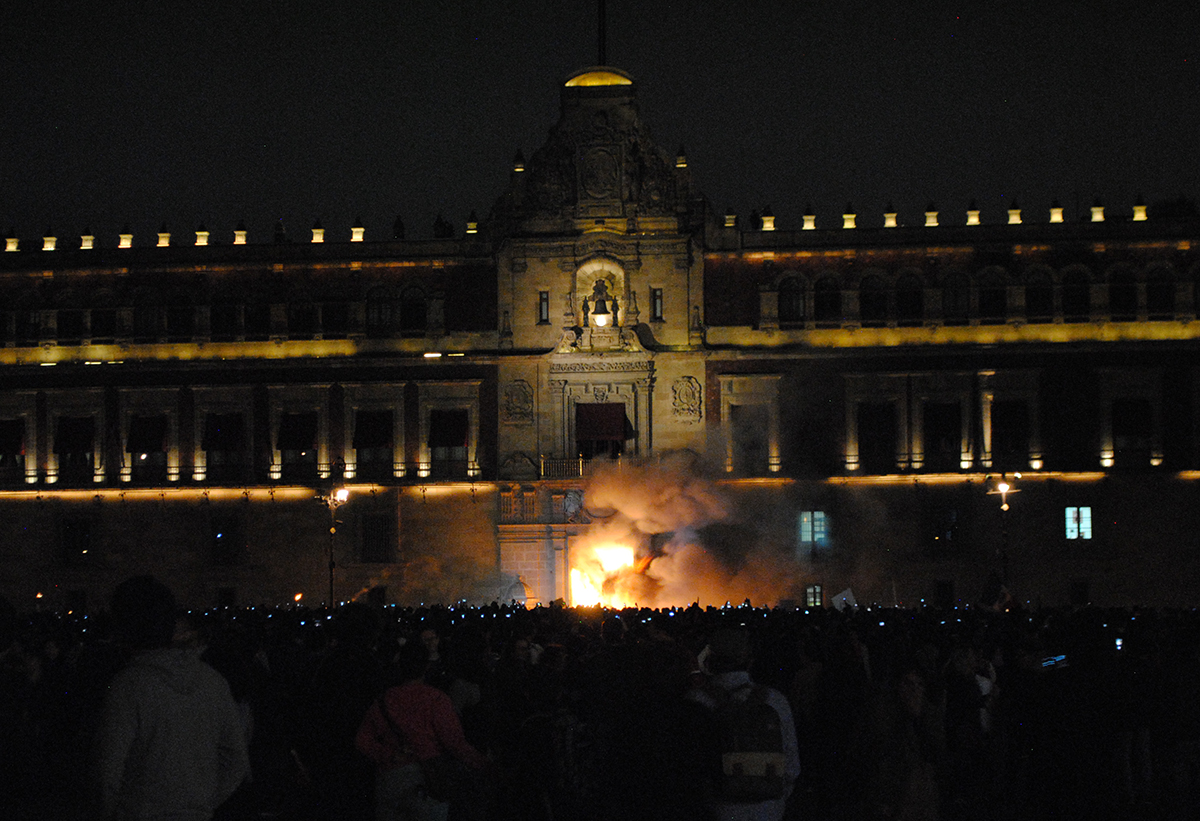
La porta in fiamme del palazzo nazionale.

Alla scomparsa degli studenti ha fatto seguito, Il 4 ottobre 2014, il ritrovamento, in tre fosse comuni vicino Iguala, di 28 cadaveri carbonizzati; i successivi test del DNA smentirono tuttavia l'appartenenza dei resti agli studenti. Furono inoltre rinvenuti altri cadaveri in quattro fosse comuni nella stessa zona.
Il procuratore generale annunciò l'arresto di altri 14 membri della polizia locale, in quanto accusati di aver consegnato gli studenti ai narcotrafficanti. Furono arrestate circa 50 persone nel corso delle indagini svolte dai federali; Benjamin Mondragon, presunto capo di un gruppo criminale coinvolto nelle indagini, rimase ucciso a seguito di uno scontro con le forze dell'ordine.
Francisco Salgado Valladares, vice capo della polizia nello Stato di Iguala, fu arrestato con l'accusa di aver dato l'ordine di fermare gli studenti nella notte del 26 settembre 2014 mentre erano di ritorno ad Ayotzinapa. Al momento del suo arresto Salgado Valladares è stato trovato in possesso di vari proiettili di AK-47 all'interno della sua macchina.
Il procuratore generale federale, Jesús Murillo Karam, indicò il sindaco di Iguala e sua moglie come mandanti del massacro: il sindaco infatti avrebbe dato l'ordine di attaccare gli studenti, ritenendo che i manifestanti volessero interrompere il comizio della moglie che si stava tenendo proprio la sera della strage.
L'8 ottobre 2014 ebbero luogo alcune manifestazioni a cui aderirono diverse organizzazioni di tutto il paese; l'EZLN espresse attraverso un comunicato la solidarietà a tutti gli studenti scomparsi nella notte del 26 settembre.
Nello Stato del Guerrero più di 50 000 insegnanti manifestarono nella città di Chilpancingo, 3 000 a Guadalajara, 2 000 a Guanajuato e Puebla e alcune migliaia a Oaxaca, mentre gli studenti messicani all'estero sfilarono in altre 13 città del mondo.
Il 20 novembre 2014 venne organizzata una manifestazione a Città del Messico per accogliere i familiari dei 43 studenti accorsi per chiedere giustizia; alcuni gruppi di persone occuparono l'aeroporto di Acapulco lanciando pietre e bombe molotov contro la polizia, in assetto antisommossa, che rispose con lacrimogeni. Gli agenti intervennero anche nel centro della città a seguito di numerosi cortei.
Il 23 novembre 2014 l'Unione dei popoli e delle organizzazioni dello Stato del Guerrero (UPOEG), insieme con i genitori delle vittime e altri attivisti, ha condotto una ricerca nei dintorni di Iguala dove sono state scoperte altre 32 fosse comuni. Tuttavia, le autorità federali hanno respinto tutte le informazioni sulle tombe clandestine, rifiutandosi di scavare. 
Julia Alonso, coordinatrice del CMF, ha affermato che nella zona di Iguala sarebbero nascoste più di 50 fosse comuni in quasi due ettari di terra.
Il 12 gennaio 2015 alcuni studenti messicani hanno cercato di accedere a una base militare nella città di Iguala. I manifestanti hanno accusato i militari di essere coinvolti nella scomparsa dei ragazzi, chiedendo di poter continuare le ricerche intorno alla zona.
Nel marzo 2015, durante una manifestazione da parte di alcuni studenti della scuola normale di Ayotzinapa, più di 600 poliziotti attaccarono tre autobus in cui si trovavano circa 50 studenti attraverso il lancio di gas lacrimogeni e pietre, ferendo 6 studenti. I genitori dei 43 normalisti scomparsi hanno denunciato l'attacco riferendo che, dopo i fatti dell'anno precedente, il clima di aggressione e violenza da parte della polizia è cresciuto nel corso dei mesi.

## Arresto di Luis Abarca e Maria Pineda
In seguito alle indagini effettuate dal procuratore generale, Jesus Murillo Karam, sulla sparizione degli studenti della scuola normale di Ayotzinapa, il principale indiziato fu il sindaco di Iguala Josè Luis Abarca, che insieme con la moglie Maria de los Angeles Pineda avrebbe dato l'ordine di sequestrare gli studenti.
Subito dopo l'incidente del 26 settembre, Luis Abarca e Maria Pineda scapparono dallo Stato del Guerrero. La coppia fu arrestata il 4 novembre 2014.
Secondo le prime ricostruzioni le autorità furono informate da alcuni vicini che Luis Abarca e sua moglie si nascondevano  in una casa fatiscente nel quartiere Santa Maria Aztahuacan di Iztapalapa. Il procuratore generale affermò in una conferenza stampa l'arresto di una terza persona, una donna che avrebbe aiutato la coppia a fuggire, affittandole una casa di sua proprietà.
In seguito i funzionari fecero emergere nuovi dettagli sulla cattura dei due latitanti, ricercati in diverse zone di Città del Messico e nella città di Monterrey senza trovare traccia. Luis Abarca e sua moglie infatti possedevano circa 65 proprietà nella regione, tra cui una serie di negozi di gioielli, un centro commerciale e un ranch.
Il 5 novembre l'ex sindaco di Iguala venne trasferito al Federal de Readaptación Social, un carcere di massima sicurezza ad Almoloya de Juarez, Stato del Messico, accusato di omicidio, sequestro e criminalità organizzata.
Maria Pineda invece, rimase in custodia cautelare per 40 giorni prima di essere trasferita in un carcere di massima sicurezza situato nella parte occidentale del paese. Maria Pineda aveva stretti legami con alcuni esponenti del noto gruppo criminale Guerreros Unidos, considerati gli assassini dei 43 studenti. Due fratelli della moglie dell'ex sindaco di Iguala infatti facevano parte del cartello Beltran Leyvan, un altro dei suoi fratelli, Salomon Pineda venne arrestato a metà ottobre 2014, per essere considerato uno dei leader di Guerreros Unidos.
Luis Abarca fu anche indagato per aver ordinato nel 2013 l'omicidio di 3 esponenti del suo stesso partito, uno dei quali ucciso da lui personalmente. Abarca durante il suo mandato come sindaco fu contestato in diverse occasioni da molte organizzazioni sociali, che lo accusarono di aver rubato fondi dalle casse del comune, e della sparizione di 7 membri dell'Unión Campesina Emiliano Zapata.

## Ricostruzione ufficiale
Il 7 novembre 2014 il governo federale, in una conferenza stampa indetta da Murillo Karam, ufficializzò la morte dei 43 studenti della scuola normale di Ayotzinapa in seguito all'arresto dei 3 presunti assassini appartenenti al cartello Guerreros Unidos. Durante la conferenza, il capo delle indagini affermò che i narcotrafficanti, dopo la consegna degli studenti da parte della polizia, avevano ucciso i ragazzi dando loro fuoco nella discarica di Cocula, una località a 22 chilometri da Iguala, gettando successivamente i cadaveri nel vicino fiume San Juan.
Murillo inoltre presentò ai genitori delle vittime alcuni dettagli in merito alla loro morte, come video che ritraevano pezzi di carbone ritrovati in sacchi di plastica in riva al fiume San Juan, affermando che i sicari dopo aver bruciato i loro corpi, avevano fatto a pezzi i resti dei giovani in modo da poter nascondere le prove. 
I genitori in seguito a queste affermazioni dichiararono di non credere alla versione del governo, ma di voler aspettare i risultati del DNA, attesi da un laboratorio specializzato dell'Università di Innsbruck in Austria.
Complessivamente nelle indagini vennero arrestate 74 persone tra cui 36 agenti di polizia e vari esponenti del cartello Guerreros Unidos.

## Identificazioni
Il 4 dicembre 2014 le analisi condotte da alcuni esperti dell'Università di Innsbruck in Austria dichiararono che alcuni frammenti ossei ritrovati nella discarica appartenevano a uno dei 43 studenti spariti il 26 settembre 2014, Alexander Mora Venacio. Il procuratore generale Murillo Karam in una conferenza stampa confermò i risultati ottenuti dagli esperti forensi.
Il team dell'Università austriaca il 17 settembre 2015 identificò i resti di un altro studente, il ventunenne Jhosivani Guerrero de la Cruz, raccolti dalla squadra forense del PRG (Procura Generale della Repubblica) nella discarica di Cocula, dove secondo gli investigatori sarebbero stati uccisi gli studenti.
Tuttavia nelle varie indagini fu messa in dubbio la provenienza dei resti inviati al laboratorio austriaco dalla discarica, come affermò il governo.

## Controversie

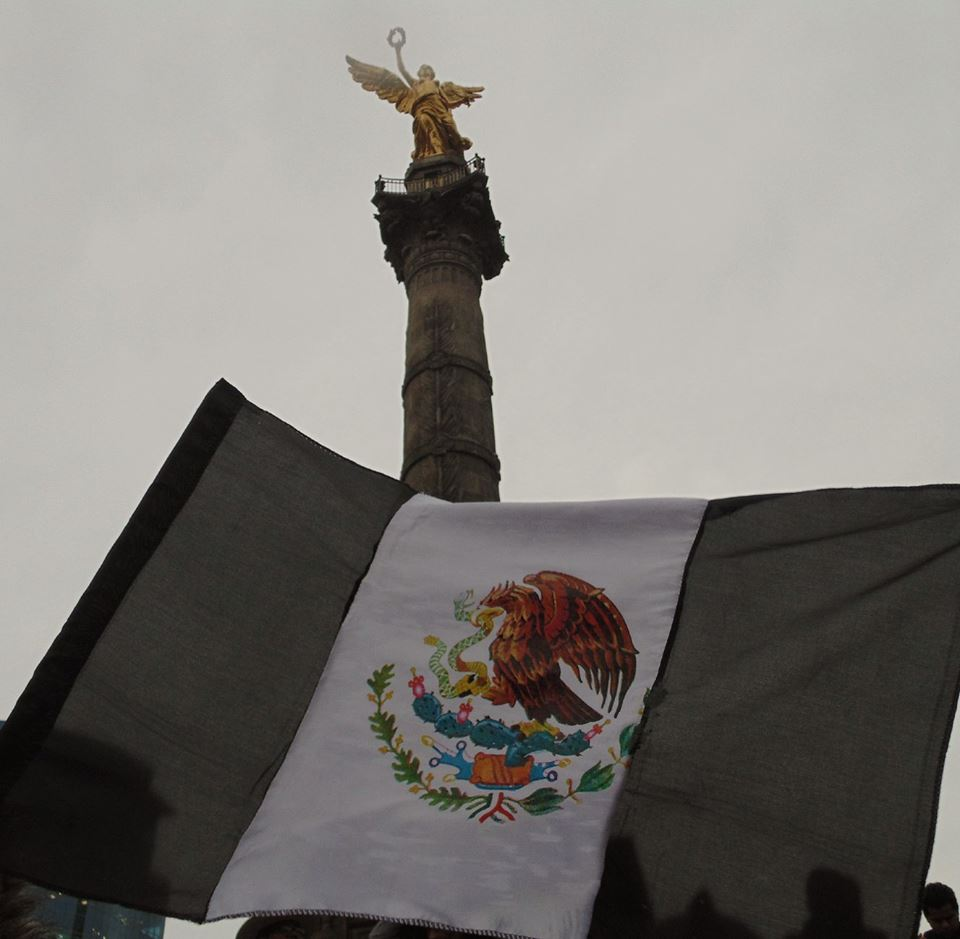
Bandiera di lutto durante la manifestazione del 20 novembre 2014.

Le versioni ufficiali da parte del governo furono sminuite da molti giornalisti, tra cui Anabel Hernández, la quale affermò che le versioni del presunto rapimento da parte della polizia municipale erano infondate, non avendo le autorità abbastanza forze per compiere un'operazione così complessa. Il governo quindi cercò un capro espiatorio a cui assegnare le colpe, ovvero il sindaco di Iguala, che finì in carcere insieme con la moglie per altri reati connessi al narcotraffico.
Ad alimentare ancor più i sospetti sul governo messicano fu l'arrivo di un rapporto da parte del gruppo degli esperti nominato dalla Commissione interamericana per i diritti umani che criticò duramente la teoria secondo cui i corpi degli studenti furono bruciati nella discarica di Cocula, in mancanza di elementi sufficienti a poter stabilire collegamenti fra i resti dei normalisti e i cadaveri ritrovati nella discarica.
Nel settembre 2015 un rapporto compilato dal Gruppo Interdisciplinare di Esperti Indipendenti (GIEI), un'équipe della Commissione Interamericana dei diritti umani, che funge da collaboratore nelle indagini, rivelò che all'aggressione del 26 settembre non solo parteciparono gli agenti della polizia locale in accordo con i narcotrafficanti, ma anche la polizia federale e le forze armate, che coprirono le violenze compiute quella notte.
Le varie ricerche svolte dal GIEI insieme con l'équipe argentina d'Antropologia Forense smentì la versione prodotta dal procuratore generale della Repubblica, Jesús Murillo Karam, secondo cui i corpi degli studenti furono bruciati nella discarica di Cocula. Quest'ultima inchiesta fu nuovamente smentita dalla terza perizia condotta dal PGR (Procura Generale della Repubblica) sull'incendio della discarica di Cocula, che venne effettuata da un gruppo di esperti nominato dalla procura in accordo con il GIEI.
La perizia affermò che nella discarica a seguito di un fuoco controllato di grosse dimensioni furono bruciate almeno 17 persone; a seguito di questo comunicato il GIEI denunciò la violazione dell'accordo di riservatezza stabilito con la procura disapprovando il contenuto del documento. Il GIEI affermò che la perizia era stata stilata in base a un rapporto parziale, sostenendo versioni che non furono approvate dagli esperti di incendi.
Ricardo Damián Torres, il portavoce degli esperti, rassicurò il GIEI sostenendo che il documento era stato pubblicato a sostegno della tesi secondo cui non si sarebbe potuto verificare se il fatto fosse accaduto o meno e concludendo che ci sarebbero volute nuove perizie per stabilirlo. Successivamente i periti argentini del EAAF dichiararono che la perizia presentata il 9 febbraio 2016 faceva effettivamente riferimento a studi effettuati poche settimane dopo la sparizione degli studenti, confermando che nella discarica erano stati trovati i resti di circa 19 persone, non permettendo tuttavia di stabilirne la provenienza. Il nuovo rapporto dei periti argentini, pertanto, non conferma né sminuisce il comunicato della PGR (Procura Generale della Repubblica).

## Caravan 43
In seguito ai tanti interrogativi sulla strage i genitori dei 43 studenti supportati da altre organizzazioni hanno deciso di portare avanti le manifestazioni per fare chiarezza sul caso. Nel mese di aprile 2015 i parenti dei dispersi hanno dato vita a un tour noto come Caravan 43; le loro proteste, insieme con il clima di violenza in Messico, hanno portato a una crisi interna il governo di Enrique Peña Nieto.
Il tour Caravan 43 era suddiviso in 3 gruppi, che visitarono 43 città prima di riunirsi a New York in una marcia generale. I parenti delle vittime inoltre non avevano mai viaggiato al di fuori dei loro villaggi e molti di loro non possedevano neanche un certificato di nascita ufficiale che potesse permettere di ottenere un passaporto: questi ultimi non poterono pertanto partecipare alle manifestazioni.
Durante il viaggio i manifestanti organizzarono incontri con studenti, insegnanti, sindacalisti e funzionari, con l'auspicio di ottenere un aiuto da parte degli Stati Uniti nelle indagini. Infatti in California diversi legislatori statali si riunirono partecipando insieme con la folla alle varie marce svolte. I membri accusarono gli stessi Stati Uniti di avere un ruolo fondamentale nella violenza presente sulle strade del Messico, in quanto considerati i maggiori consumatori di droga.
Nelle varie proteste si è anche cercato di tagliare gli aiuti inviati dagli Stati Uniti, soprattutto riguardo alle attrezzature militari che, come hanno sostenuto i manifestanti, vengono utilizzate perlopiù per la repressione violenta delle proteste.

## Vittime

### Morti accertati
1. Julio César Mondragón Fontes
2. Julio César Ramírez Nava
3. Daniel Solís Gallardo
4. Alexander Mora Venancio
5. Jhosivani Guerrero de la Cruz
6. David Josué García Evangelista
7. Víctor Manuel Lugo Ortiz
8. Blanca Montiel Sánchez

### Feriti
1. Enrique Hernández Carranza
2. Norma Angélica Rendón Chávez
3. Hermenegildo Morales Cortés
4. Fátima Viridiana Bahena Peña
5. Alfredo Ramírez García
6. Francisco Xavier Medina Bello
7. Luis Ángel Torreblanca
8. Félix Pérez Pérez
9. Carlos Adame Flores
10. Pedro Rentería Lujano
11. Jorge León Saénz
12. Facundo Serrano Urióstegui
13. Aldo Gutiérrez Solano
14. Édgar Andrés Vargas
15. Fernando Marín Benítez
16. Jónathan Maldonado
17. Daniel Galeana Rentería
18. Miguel Ángel Espino Honorato
19. Carlos Gerardo Tinoco
20. Leonel Fons Noyola
21. Andrés Daniel Martínez Hernández
22. Érick Santiago López
23. Gregorio Jaimes Reyna
24. Valentín Ponce de León Brito

### Scomparsi
1. Abel García Hernández
2. Abelardo Vázquez Peniten
3. Adán Abrajan de la Cruz
4. Antonio Santana Maestro
5. Benjamín Ascencio Bautista
6. Bernardo Flores Alcaraz
7. Carlos Iván Ramírez Villarreal
8. Carlos Lorenzo Hernández Muñoz
9. César Manuel González Hernández
10. Christian Alfonso Rodríguez Telumbre
11. Christian Tomas Colón Garnica
12. Cutberto Ortiz Ramos
13. Dorian González Parral
14. Emiliano Alen Gaspar de la Cruz
15. Everardo Rodríguez Bello
16. Felipe Arnulfo Rosas
17. Giovanni Galindes Guerrero
18. Israel Caballero Sánchez
19. Israel Jacinto Lugardo
20. Jesús Jovany Rodríguez Tlatempa
21. Jonas Trujillo González
22. Jorge Álvarez Nava
23. Jorge Aníbal Cruz Mendoza
24. Jorge Antonio Tizapa Legideño
25. Jorge Luis González Parral
26. José Ángel Campos Cantor
27. José Ángel Navarrete González
28. José Eduardo Bartolo Tlatempa
29. José Luis Luna Torres
30. Julio César López Patolzin
31. Leonel Castro Abarca
32. Luis Ángel Abarca Carrillo
33. Luis Ángel Francisco Arzola
34. Magdaleno Rubén Lauro Villegas
35. Marcial Pablo Baranda
36. Marco Antonio Gómez Molina
37. Martín Getsemany Sánchez García
38. Mauricio Ortega Valerio
39. Miguel Ángel Hernández Martínez
40. Miguel Ángel Mendoza Zacarías
41. Saúl Bruno García